# Lennox Kilgour
Lennox Kilgour (n. 5 mai 1928, Saint James⁠(d), Port of Spain, Trinidad și Tobago – d. 2004) a fost un halterofil ce a reprezentat Trinidad și Tobago, medaliat olimpic. A participat la o ediție a Jocurilor Olimpice (1952) în care a câștigat o medalie de bronz.

## Participări
Lista de mai jos prezintă principalele competiții la care a participat Lennox Kilgour de-a lungul carierei.
- weightlifting at the 1952 Summer Olympics – men's 90 kg[*]